# Olga Olegowna Stulnewa
Olga Olegowna Stulnewa, geborene Olga Olegowna Fjodorowa (russisch Ольга Олеговна Стульнева, geb. Фёдорова; * 14. Juli 1983 in Swerdlowsk) ist eine ehemalige russische Sprinterin und Bobfahrerin. Sie nahm für Russland einmal an den Olympischen Sommerspielen teil und zweimal an den Olympischen Winterspielen. Von der IAAF wird sie unter dem Namen Olga Fyodorova geführt und von der IBSF unter dem Namen Olga Fedorova bzw. Olga Stulneva.

## Karriere in der Leichtathletik

### Werdegang
Sie nahm im Jahr 2002 an den Juniorenweltmeisterschaften 2002 in Kingston teil und startete dort im 100-Meter-Lauf. Sie schied im Halbfinale aus und wird als 24. gewertet. Ein Jahr später nahm sie für Russland an den Weltmeisterschaften 2003 im Stade de France teil. In einem Einzelwettbewerb wurde sie nicht eingesetzt. Dafür bildete sie mit Marina Kislowa, Larissa Kruglowa und Julija Tabakowa die russische Staffel in der 4-mal-100-Meter-Staffel. Im Finale belegte die russische Staffel den dritten Platz hinter den Gastgebern und den Vereinigten Staaten.
Am 6. Juni 2004 lief sie in Tula bei der Tula All Russian Competitions mit 23,19 Sekunden eine neue persönliche Bestleistung über die 200 Meter. Mit dieser Zeit belegte sie beim Rennen den fünften Platz. Im selben Jahr wurde sie vom Russischen Olympischen Komitee als Teil der russischen 4-mal-100-Meter-Staffel für die Olympischen Sommerspiele 2004 nominiert und bildete am 26. und 27. August 2004 gemeinsam mit Irina Chabarowa, Larissa Kruglowa und Julija Tabakowa die russische Staffel. Nachdem sich die Mannschaft als zweitschnellste für das Finale qualifiziert hatte, gewann sie im Finale hinter der US-amerikanischen Staffel die Silbermedaille.
Am 18. Januar 2005 stellte sie beim Firenze SPAR European Cup ihre persönliche Bestleistung über die 100 Meter auf. Mit einer Zeit von 11,21 Sekunden belegte sie bei dem Wettbewerb den zweiten Platz und verbesserte ihre Bestleistung um 0,04 Sekunden. Am 10. Juli 2005 konnte sie zum ersten und einzigen Mal die russische Meisterschaft im 100-Meter-Lauf gewinnen. In Tula setzte sie sich mit einer Zeit von 11,25 Sekunden durch. Zwischen dem 6. und 14. August 2005 nahm sie an den Leichtathletik-Weltmeisterschaften 2005 im Olympiastadion Helsinki teil. Erstmals durfte sie bei Weltmeisterschaften im 100-Meter-Lauf an den Start gehen. Im Halbfinale schied sie aus dem Wettbewerb aus und wurde auf dem 13. Platz gelistet. Eine russische 4-mal-100-Meter-Staffel war bei den Weltmeisterschaften nicht am Start. Dadurch war der 100-Meter-Halbfinallauf der letzte von der IAAF gelistete Wettkampf von ihr. Danach beendete sie ihre Leichtathletik-Karriere.

### Bestleistungen
Freiluft
- 100 m: 11,21 s, 18. Juni 2005, Florenz
- 200 m: 23,19 s, 6. Juni 2004, Tula

Halle
- 60 m: 7,20 s, 7. Januar 2005, Jekaterinburg
- 200 m: 23,43 s, 26. Februar 2003, Moskau

## Karriere im Bobsport
Nachdem sie ihre Leichtathletik-Karriere beendet hatte, wechselte sie zum Bobsport und ließ sich zur Pilotin ausbilden. Zu Beginn ihrer Bobsport-Karriere war sie aber zwischen 2006 und 2008 erstmal als Anschieberin aktiv. Erst ab der Saison 2008/09 war sie als Pilotin aktiv.
In der Saison 2006/07 war sie als Anschieberin von Wiktorija Tokowaja im Bob-Weltcup. Am 1. Dezember 2006 gab sie ihr Debüt im Bob-Weltcup und belegte mit Tokowaja in Calgary den sechsten Platz. Ihr bestes Ergebnis in der Saison belegten sie eine Woche später am 8. Dezember 2006 in Park City den fünften Platz. Auf dem Olympia Bob Run St. Moritz–Celerina nahm sie erstmals an Bob- und Skeleton-Weltmeisterschaften teil. Gemeinsam mit Tokowaja belegte sie bei der Bob-Weltmeisterschaft 2007 den neunten Platz.
In der Saison 2007/08 wurde sie als Anschieberin von unterschiedlichen Starterinnen eingesetzt. Bei der Weltcup-Eröffnung in Calgary startete sie mit Kowalenko und die beiden konnten den neunten Platz belegten. Bei der Bob-Juniorenweltmeisterschaft 2007 im Olympia Eiskanal Igls gewann sie gemeinsam mit der Pilotin Anastassija Tambowzewa die Bronzemedaille hinter der Schweiz und Deutschland. Bei der Bob-Weltmeisterschaft 2008 war sie erneut mit Wiktorija Tokowaja am Start und beide beendeten den Wettkampf auf dem 14. Platz.
Zur Saison 2008/09 wechselte sie die Position und war nun nicht mehr als Anschieberin, sondern als Pilotin aktiv. Ihr Debüt als Pilotin gab sie am 20. November 2008 in Innsbruck-Igls im Bob-Europacup. Den Wettbewerb beendete sie auf dem 17. Platz. Ihr bestes Ergebnis im Europacup konnte sie auf der Bobbahn Winterberg Hochsauerland einfahren. Am 6. Dezember 2008 belegte sie den siebten Platz. Nachdem sie vor einem Jahr noch als Anschieberin an den Juniorenweltmeisterschaften teilgenommen hatte, nahm sie nun gemeinsam mit ihrer Anschieberin Ljudmila Udobkina an den Juniorenweltmeisterschaften 2008 als Pilotin teil und konnte auf der Kunsteisbahn Königssee den dritten Platz hinter der Schweiz und Deutschland belegen. Ihr Debüt als Pilotin im Bob-Weltcup gab sie am 6. Februar 2009 in Whistler und belegte dabei den 19. Platz. Am Ende der Saison belegte sie im Gesamtweltcup den 24. Platz.
Am 19. Dezember 2009 konnte sie auf der Rennschlitten- und Bobbahn Altenberg mit ihren 12. Patz zum ersten Mal ein Top-15-Resultat als Pilotin erreichen. Eine Woche später wurde am Königssee ein Team-Wettbewerb ausgetragen, bei welchem sie zum zweiten russischen Team gehörte. Dieses Team belegte den sechsten und letzten Platz. Sie konnte sich für die Olympischen Winterspiele 2010 in Vancouver qualifizieren und wurde vom Russischen Olympischen Komitee auch für die Spiele nominiert. Im Whistler Sliding Centre belegte sie gemeinsam mit ihrer Anschieberin Julija Timofejewa als zweiter russischer Frauenbob den 18. Platz.
Die Saison 2010/11 startete sie im Europacup und konnte am 20. November 2010 ihren ersten und einzigen Podestplatz im Europacup bejubeln. Hinter Sabina Hafner aus der Schweiz und Anja Schneiderheinze aus Deutschland belegte sie in Innsbruck den dritten Platz. Ihr letztes Rennen im Europacup absolvierte sie am 16. Dezember 2010 und belegte dabei den fünften Platz. Am 15. Januar 2011 wurde erneut ein Team-Wettbewerb im Bob-Weltcup ausgetragen und die russische Mannschaft belegte hinter Kanada und Österreich den dritten Platz. Auf der Olympia Bob Run St. Moritz–Celerina konnte sie am 29. Januar 2011 mit dem neunten Platz erstmals ein Top-10-Ergebnis im Weltcup erzielen. Bei den Weltmeisterschaften in Königssee wurde sie 12. und mit dem russischen Team belegte sie im Teamwettbewerb den fünften Platz. Am 31. März 2011 startete sie erstmals im Nordamerikacup und konnte in Lake Placid vor Elana Meyers Taylor und Fabienne Meyer gewinnen.
Am 3. Dezember 2011 konnte sie erneut mit dem russischen Team im Team-Wettbewerb den dritten Platz belegen und gemeinsam mit ihrer Anschieberin Julija Timofejewa konnte sie beim Weltcup im französischen La Plagne ihr bestes Resultat erreichen. Beim Rennen auf der Bob- und Rennschlittenbahn La Plagne belegten sie den sechsten Platz. Zudem belegten sie gemeinsam mit Margarita Ismailowa bei der Bob-Weltmeisterschaft 2011 in Lake Placid mit dem elften Platz das beste Resultat bei einer Weltmeisterschaft.
Nachdem sie den russischen Bobpiloten Alexei Stulnew geheiratet hatte, trat sie in der Saison 2012/13 nicht mehr unter ihrem Mädchennamen Olga Olegowna Fjodorowa an, sondern unter dem Namen Olga Olegowna Stulnewa. Wegen der „Namensänderung“ wird sie von der IBSF als zwei Sportlerinnen geführt. Nachdem sie bei den Weltmeisterschaften gemeinsam mit Margarita Ismailowa den zwölften Platz belegt hatte, konnte sie beim Weltcup auf ihrer Heimbahn in Sotschi den siebten Platz belegen.
Die olympische Saison 2013/14 begann sie mit Wettbewerben im Nordamerikacup. In Calgary gewann sie am 14. Februar 2013 das Rennen vor ihrer Teamkollegin Anastassija Tambowzewa und Bree Schaaf aus den Vereinigten Staaten. Einen Tag später belegte sie den zweiten Platz hinter Anastassija Tambowzewa. Am 7. Dezember 2013 belegte sie beim Weltcup-Rennen in Park City den sechsten Platz und stellte damit ihr bestes Weltcup-Resultat ein. Sie konnte sich für ihre dritten Olympischen Spiele und ihre zweiten Olympischen Winterspiele qualifizieren. Vom Russischen Olympischen Komitee wurde sie auch für die Olympischen Winterspiele 2014 in Sotschi nominiert und beendete das Rennen gemeinsam mit ihrer Anschieberin Ljudmila Udobkina auf dem neunten Platz. Am 24. November 2017 wurde ihr der neunte Platz auf Grund der Verletzung der Dopingrichtlinien vom IOC aberkannt. Im Gegensatz dazu wird sie von der IBSF weiterhin als Neunte geführt. Nach den Olympischen Spielen hat sie ihre Karriere beendet. Damit war der Weltcup im Olympia Eiskanal Igls, bei welchem sie den sechsten Platz belegt hatte, ihr letztes Rennen im Bob-Weltcup.

## Familie
Sie ist mit dem russischen Bobpiloten Alexei Stulnew verheiratet.